# Blubberella
Blubberella ist ein Actionfilm aus dem Jahr 2011 von Uwe Boll. Er ist nahezu eine 1:1-Parodie des 2010 erschienenen Boll-Films Bloodrayne: The Third Reich, den Boll mit Blubberella zusammen drehte. Filmcrew inklusive Darsteller sind größtenteils identisch, die Hauptdarsteller sind jedoch verschieden.

## Handlung
Der Film dreht sich um die fettleibige Dhampir-Superheldin Blubberella, die, halb Vampir und halb Mensch, durch das von den Nazis besetzte Europa zieht und Nazis tötet. Die deutsche Armee wird von einem Mann namens „Der Kommandant“ angeführt. In einem Eisenbahnwagen kommt es zum Geschlechtsverkehr zwischen Blubberella und dem Kommandanten. Dadurch wird letzterer angesteckt, wovon Blubberella nichts weiß, und beginnt, sich in einen mächtigen Vampir zu verwandeln.

## Kritik
Das Lexikon des internationalen Films kritisierte den Film als „miserabel“ inszeniert und urteilte, der Film sei gefüllt mit „Peinlichkeiten“. „[D]er angestrebte Witz“ der Produktion grenze „an Verachtung des Zuschauers“.